# Ункато
Ункато (яп.: 運貨 筒) — транспортная система для скрытного снабжения гарнизонов, используемая японскими подводными лодками во время Второй мировой войны. Представляла собой подводные «баржи» (транспортные контейнеры) нескольких типов, предназначенных для буксировки подводными лодками.

## История
Из-за превосходства США в воздухе ВМС Японии с 1943 года потеряли возможность использовать транспортные корабли для снабжения войск. В результате был организован т. н. «Токийский экспресс», где для транспортировки грузов использовались быстроходные эсминцы. Проблема заключалась в невозможности быстро и безопасно разгрузить корабли, поэтому грузы помещались в бочки, которые выбрасывались за борт. Чтобы максимально уменьшить риски, было решено использовать подводные лодки для буксировки беспилотных подводных контейнеров, получивших название ункато.
Ункато состоял из веретенообразного корпуса длиной 45 метров и диаметром 5 метров с крестообразным оперением, предназначенным для стабилизации корпуса. Он имел три балластных отсека, в переднем и заднем конусах и в центральной части. Не считая хвостовой цистерны, контейнер позволял перевозить до 377 тонн продовольствия, боеприпасов, оборудования и медикаментов.
Процесс использования Ункато выглядел следующим образом. В зависимости от количества груза балласт был отрегулирован для обеспечения небольшой отрицательной плавучести. Это позволяло удерживать Ункато на поверхности во время буксировки и поддерживать нужную глубину во время погружения. Корпус ункато выдерживал глубину до 120 м.
По прибытии в пункт назначения подводная лодка передавала буксирный трос береговой команде, которая разгружала контейнер после того, как он пришвартовывался или выбрасывался на мелководье.
Всего существовало четыре типа ункато, три из были необитаемыми и которых различались по размеру и грузоподъёмности, а четвертый относился к особому типа (特 型), обладал собственным двигателем и имел экипаж 1-2 человека.
| Тип             | Полезный объём, м³ | Глубина погружения, м | Размерения, м    | Примечания                                                    |
| --------------- | ------------------ | --------------------- | ---------------- | ------------------------------------------------------------- |
| Ункато L        | 375                | 120                   |                  |                                                               |
| Ункато М        | 183                | 150                   |                  |                                                               |
| Ункато S        | 58                 | 55                    |                  |                                                               |
| Токугата Ункато | 10                 |                       | 23,5 × 1,8 × 1,8 | Водоизмещение 43,9 т, экипаж 1–2 чел., привод сжатым воздухом |

Баржа Токугата Ункато была ограниченно самоходной за счёт привода сжатым воздухом, имела экипаж 1—2 человека и расположенную под углом носовую часть, что давало возможность вытащить ее на берег. Прочие типы ункато были беспилотными и могли буксироваться подводными лодками со скоростью 4-5 узлов.

## Применение
Первые две баржи типа L построены на верфи в Куре в мае 1943 года. Осенью того же года одна из барж отбуксирована лодкой I-37 в Рабаул. Тестирование контейнера было предпринято 12 октября 1943 года подводной лодкой I-38. Тест проходил в очень сложных условиях и был прерван атакой американской авиации, в результате которой был убит главный инженер капитан-лейтенант Хирано.
5 ноября 1943 года подводная лодка I-38 вышла в море, буксируя ункато с грузом. По пути она подверглась атаке американских самолётов и была вынуждена оставить ункато в море. 16-17 ноября, а затем 1–7 и 18-19 декабря 1943 года I-38 провела дополнительные буксирные испытания ункато. 20 декабря I-38 с ункато на буксире вышла из Рабаула и 21 декабря доставила груз в Сио.
28 июня 1944 года подводная лодка I-45 транспортировала 41-метровый грузовой контейнер ункато из Йокосуки сначала на Тиниан, а затем из-за сильного волнения была перенаправлена на Гуам. Доставить контейнер на Гуам не удалось из-за проблем со связью. В результате лодка бросила контейнер в море и вернулась в Йокосуку.
В послевоенное время один из контейнеров был найден затопленным в Рабауле на рифе недалеко от Кокопо. Он был поднят и использовался в бухте Симпсон в 1970-е годы как цистерна для перевозки питьевой воды.
До конца войны построено около 20 единиц ункато типов  М и S. Об их использовании нет никаких сведений.

## Внешние ссылки
- Unkato на сайте pacificwrecks.com